# Caofan
Caofan (kinesiska: 曹范镇, 曹范) är en köping i Kina. Den ligger i provinsen Shandong, i den östra delen av landet, omkring 36 kilometer öster om provinshuvudstaden Jinan. Antalet invånare är 33 225. Befolkningen består av 16 868 kvinnor och 16 357 män. Barn under 15 år utgör 14,0 %, vuxna 15-64 år 72 %, och äldre över 65 år 13,0 %.
Genomsnittlig årsnederbörd är 841 millimeter. Den regnigaste månaden är juli, med i genomsnitt 315 mm nederbörd, och den torraste är januari, med 6 mm nederbörd.